# Coborriu de la Llosa
Coborriu de la Llosa és un poble de la Cerdanya, entre Prullans i Lles, muntanya amunt, vora el riu de Coborriu.
Fou municipi independent el segle xix, però actualment depèn del municipi de Lles, ja que només hi resten l'església de Santa Llúcia i molt poques cases, presidides per la gran casa pairal de Ca l'Espanya, de la família dels Bagaria (Vegueria) que, bé que reformada a principis -i finals- del segle xx, conserva el seu nucli central antic i la façana amb elements, com a mínim, del segle xviii. L'economia del poble es basa principalment en la ramaderia.
El poble es troba a la ruta del Camí dels bons homes.

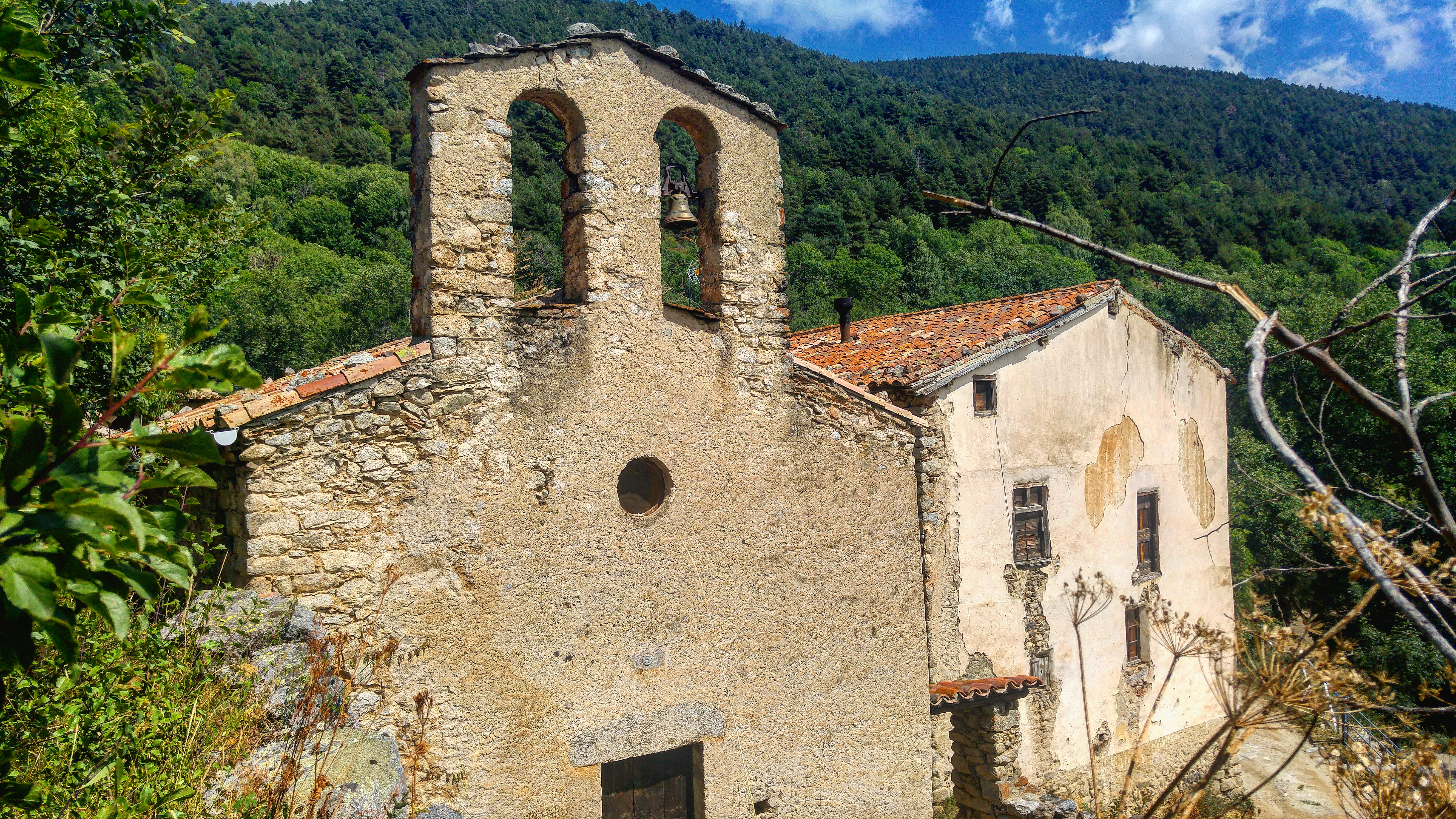
Santa Llúcia de Coborriu de la Llosa